# Schizonycha clypealis
Schizonycha clypealis är en skalbaggsart som beskrevs av Clifford Hillhouse Pope 1960. Schizonycha clypealis ingår i släktet Schizonycha och familjen Melolonthidae. Inga underarter finns listade i Catalogue of Life.